# István Sárközi
Dans le nom hongrois Sárközi István, le nom de famille précède le prénom, mais cet article utilise l’ordre habituel en français István Sárközi, où le prénom précède le nom.
István Sárközi, né le 21 octobre 1947 à Jászberény et mort le 31 janvier 1992, est un footballeur hongrois. Il évoluait au poste d'attaquant.

## Biographie

### En club
István Sárközi est joueur du Egri FC (en) lors de la saison 1967-1968,.
De 1968 à 1975, il évolue au sein du MTK Budapest FC,.
Il dispute une campagne de Coupe des vainqueurs de coupe en 1969-1970 jouant au total deux matchs pour aucun but inscrit.

### En équipe nationale
István Sárközi fait partie de l'équipe de Hongrie médaillée d'or aux Jeux olympiques 1968. Il dispute deux matchs durant la compétition en phase de groupe une rencontre contre le Salvador dans laquelle il inscrit un but (victoire 4-0) et un match contre le Ghana (match nul 2-2).

## Palmarès

### En sélection
Hongrie
- Jeux olympiques (1) :
  -  Or : 1968.